# George Archibald Campbell
Pour les articles homonymes, voir Campbell.
George Archibald Campbell, né le 26 septembre 1875 à Montréal et mort le 26 juin 1964 dans la même ville, est un avocat et homme d'affaires scotto-canadien.
Il est bâtonnier du Québec de 1930 à 1931.

## Origine et formation
George Archibald Campbell est le fils du révérend Robert Campbell, un ministre presbytérien, éducateur et auteur, et de Margaret Macdonnell. Neuf autres enfants sont nés du couple Campbell-Macdonnell, bien que trois de leur fils soient morts en bas âge et qu'une autre de leur fille est morte peu de temps après avoir atteint l'âge adulte.
George Archibald Campbell entame ses études à la High School of Montreal, avant de poursuivre ses études supérieures à l'Université McGill. En 1896, il obtient un baccalauréat en arts, puis un baccalauréat en droit civil en 1901. La même année, il est reçu comme avocat et devient un membre des barreaux de Montréal et du Québec,.

## Carrière professionnelle
Au début de sa carrière, George Archibald Campbell est d'abord un associé de l'avocat Donald Macmaster (en). Puis, autour de 1903, il se joint à un groupe plus large de ses pairs et devient un membre important du cabinet d'avocats Fleet, Falconer, Cook, Brodie, Magie, Papineau, Campbell, Couture, Kerry & Bruneau. Plus tard, le groupe se scinde en deux et George Archibald Campbell poursuit ses activités d'avocat au sein de la société Campbell, McMaster, Couture, Kerry & Bruneau. C'est auprès de ce cabinet d'avocats qu'il passe l'essentiel de sa carrière en droit.
George Archibald Campbell est également un homme d'affaires impliqué dans le milieu financier montréalais. Le 5 mai 1909, il fonde la corporation The Ownly Company avec ses associés John Ambrose O'Brien, Frank D. Anthony, James T. Clark et Fred W. Rous. En 1911, 1919 et 1925, entre autres, il participe à l'incorporation des entreprises Adamson Muller Company, Stanley Bagg Corporation, Gatineau River Power Company, Limited, respectivement, en plus de devenir agent principal de l'entreprise J. I. Case Company (Uncorporated) en 1950,,,. Au fil de sa carrière, George Archibald Campbell a également été le président de la Canadian Cartage and Storage Company ainsi que le directeur de la Shedden Forwarding Company et de la Canada and Gulf Terminal Railway. Essentiellement, l'avocat montréalais s'est impliqué dans les milieux financiers en relation avec des compagnies de chemin de fer et de Transport de marchandises.
En mai 1912, il est créé conseiller du roi par le lieutenant-gouverneur du Québec, François Langelier.
De 1928 à 1929, il est le trésorier du Barreau de Montréal. En mai 1930, les membres du Barreau de Montréal élisent George Archibald Campbell à titre de bâtonnier de Montréal. En juillet de la même année, ce sont tous les membres du Barreau du Québec qui ont voté en majorité pour élire George Archibald Campbell au poste de bâtonnier du Québec, pour le bâtonnat de 1930-1931.
Il prend officiellement sa retraite en 1960.

## Vie privée et décès
En janvier 1909, il épouse Amy G. Dawson, fille de William V. Dawson. Un fils leur est connu : George Harold Macdonnell Campbell, qui deviendra avocat comme son père,. Après le décès d'Amy Dawson en 1949, il épouse en secondes noces Phoebe Lewis. À Montréal, il a logé au 136 Cedar Avenue, au 2, Westmount Boulevard ainsi qu'au 644 Argyle Avenue, sa dernière résidence avant son décès,,.
George Archibald Campbell a fréquenté de nombreux clubs dans sa vie : Mount Royal, Montreal, University, Beaconsfield Golf, Hermitage Country et Liberal-Conservative. De foi presbytérienne, il est aussi partisan du Parti conservateur du Canada.

Le 26 juin 1964, George Archibald Campbell est décédé à sa résidence à l'âge de 88 ans,. Un service funéraire a été tenu à l'église St-Andrew and St-Paul le 29 juin suivant, puis le corps du défunt avocat a été inhumé au cimetière Mont-Royal de Montréal,.

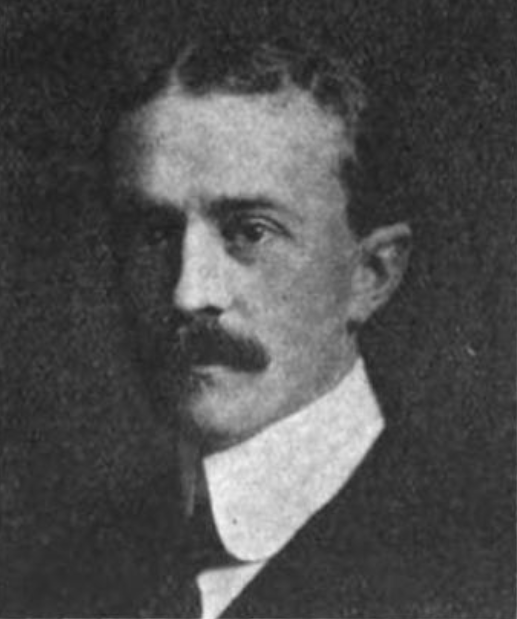
George Archibald Campbell, vers 1900.

## Hommages et distinctions

### Titre honorifique
- Conseiller du roi[2]

### Titre de civilité
- Monsieur le bâtonnier[11]

#### Droit
- Avocat, Juriste
- Droit au Québec, Droit civil
- Histoire du droit au Québec, XIXe siècle en droit au Québec, XXe siècle en droit au Québec
- Système judiciaire du Québec, Loi du Québec
- Barreau du Québec, Bâtonnier du Québec
- Barreau de Montréal, Districts judiciaires du Québec
- Code civil du Bas-Canada, Code criminel du Canada